# Relais 4 × 100 mètres masculin aux Jeux olympiques d'été de 2000 (athlétisme)
Navigation
Atlanta 1996 Athènes 2004
L'épreuve du relais 4 × 100 mètres masculin aux Jeux olympiques de 2000 s'est déroulée les 29 et 30 septembre 2000 au Stadium Australia de Sydney, en Australie. Elle est remportée par l'équipe des États-Unis (Jon Drummond, Bernard Williams, Brian Lewis et Maurice Greene).

## Résultats

### Finale
| Rang               | Athlètes                                                                 | Pays       | Temps   | Note |
| ------------------ | ------------------------------------------------------------------------ | ---------- | ------- | ---- |
| Médaille d'or      | Jon Drummond Bernard Williams Brian Lewis Maurice Greene                 | États-Unis | 37 s 61 | SB   |
| Médaille d'argent  | Vicente de Lima Édson Ribeiro André Domingos Claudinei da Silva          | Brésil     | 37 s 90 | NR   |
| Médaille de bronze | José Angel César Luis Alberto Pérez-Rionda Iván García Freddy Mayola     | Cuba       | 38 s 04 | SB   |
| 4                  | Lindel Frater Dwight Thomas Christopher Williams Llewelyn Bredwood       | Jamaïque   | 38 s 20 | NR   |
| 5                  | Frédéric Krantz David Patros Christophe Cheval Needy Guims               | France     | 38 s 49 | SB   |
| 6                  | Shigeyuki Kojima Koji Ito Shingo Suetsugu Nobuharu Asahara               | Japon      | 38 s 66 |      |
| 7                  | Francesco Scuderi Alessandro Cavallaro Maurizio Checcucci Andrea Colombo | Italie     | 38 s 67 |      |
| 8                  | Marcin Nowak Marcin Urbaś Piotr Balcerzak Ryszard Pilarczyk              | Pologne    | 38 s 96 |      |

## Légende
Records et Performances
- AR : Record continental (area record)
- CR : Record des championnats (championship record)
- MR : Record du meeting (meet record)
- NR : Record national (national record)
- OR : Record olympique (olympic record)
- PR : Record paralympique (paralympic record)
- PB : Record personnel (personal best)
- SB : Meilleure performance personnelle de la saison (season's best)
- WL : Meilleure performance mondiale de l'année (world leader)
- WJR : Record du monde junior (world junior record)
- WR : Record du monde (world record)

Circonstances et Conditions
- DNF : N'a pas terminé (did not finish)
- DNS : N'a pas pris le départ (did not start)
- DQ : Disqualification (disqualification)
- NM : Aucun essai valable enregistré (No Mark)
- Q : Qualifié « directement » au prochain tour (ou à la prochaine compétition), lors d'une compétition majeure, grâce au classement ou à la réalisation des minima (automatic qualifier)
- q : Qualifié au prochain tour (ou à la prochaine compétition), lors d'une compétition majeure, grâce au repêchage ou à la réalisation de l'une des meilleures performances parmi celles des « non qualifiés directement » (grâce au meilleur temps ou à la meilleure distance par exemple) (secondary qualifier)